# 北上野
北上野（日语：／ Kita-ueno */?）是東京都台東區的町名。現行行政地名為北上野一丁目及北上野二丁目。2013年8月1日為止的人口有3,089人。

## 地理
位於台東區中央，屬下谷地域。東部與松谷間以左衛門橋通為界，南部與東上野之間以河童橋本通為界，西部與上野、下谷之間以昭和通為界，北部與入谷之間以言問通為界。一丁目與二丁目之間是南北向的清洲橋通。
町域內主要為商業區與包含高層建築的住宅地。警視廳管轄之警察署為下谷警察署。

## 歷史
1965年（昭和40年）實施新住居表示，萬年町二丁目、新坂本町、山伏町、入谷町各一部分合併為現行的北上野。

### 地名由來
字面上是指上野之北。但明確的方位是上野站東北方、東上野之北。

### 舊地名
1911年（明治44年）以前，町名前加上「下谷」的冠稱：
北上野1丁目
- 萬年町2丁目
- 新坂本町
- 入谷町
- 山伏町

北上野2丁目
- 山伏町
- 新坂本町
- 入谷町

## 交通
町域內地下有地下鐵日比谷線通過，但沒有設站。可利用的車站有北方入谷昭和通下的地下鐵日比谷線入谷站，西方根岸的JR山手線、京濱東北線鶯谷站，西南方上野的上野站，東南方東上野的地下鐵銀座線稻荷町站。

## 設施
- 東京都立上野忍岡高等學校
- 台東區立駒形中學校
- 燈明寺 - 天台宗的寺院、赤城山圓應院。

## 備註
1. ↑  住民基本台帳による町丁名別世帯人口数 平成２５年８月１日現在[永久]

## 外部連結
- 北上野2丁目町會　青年部部落格 （页面存档备份，存于）